# Allagopappus canariensis
Allagopappus canariensis es una especie de planta herbácea perteneciente a la familia Asteraceae. Es originaria de las Islas Canarias, donde se pueden encontrar en El Hierro, Gran Canaria, La Gomera y Tenerife.
Es considerado un sinónimo de Allagopappus dichotomus. (L.f.) Cass. (1828). Se la conoce comúnmente como madama o matorisco.

## Etimología
Allagopappus: nombre genérico que podría derivar del griego allos, que significa "otro, diferente" y pappus, que significa "vilano".
canariensis: epíteto que indica el lugar geográfico de donde es endémica.

## Sinonimia
- Conyza canariensis Willd. (1803)
- Allagopappus dichotomus subsp. dichotomus
- Chrysocoma dichotoma L.f. (1782)
- Allagopappus dichotomus (L.f.) Cass. (1828)

## Descripción
Arbusto de hasta 1,25 m. Tallos marrón-amarillos. Hojas 2-3 cm de largo, de estrechamente lanceoladas (semejante al hierro de la lanza) a oblongas (Más larga que ancha); borde dentados; ápice de obtuso a mucronado (punta corta, angosta y rígida en el ápice). Capítulos en corimbo denso, achatado, a veces con pequeños corimbos secundarios sobresaliento por encima del principal. Flósculo amarillo.